# 朱に交われば赤くなる
朱に交われば赤くなる（しゅにまじわればあかくなる）は、古代中国からのことわざ。中国語では「近朱者赤、近墨者黑」。

## 概要
人間というのは、その取り巻く環境によって良くもなるし悪くもなるということである。このためどのような友人と付き合うかによって善悪が分かれるため、友人を選ぶということを疎かにしてはいけないという教訓である。朱には様々な種類が存在しているが、このことわざでの朱とは、紀元前の昔から使われてきた黄色みを帯びた赤色の顔料のことである。

## 由来
このことわざは、3世紀の中国の西晋王朝の文人であった傅玄によって書かれた『太子少傳箴』という文章の一説から来ている。この文章では皇太子の教育係というのは正しい行いをする人物でなければならないということを、朱に近付く者は赤くなり、墨に近付く者は黒くなるという例えを用いて述べられている。